# Ernesto Mesías
Ernesto Mesías (1 de febrero de 1952, Esmeraldas, Ecuador), es un exfutbolista ecuatoriano que jugaba de defensa. Jugó en el Bonita Banana, Carmen Mora y Everest de Guayaquil.  Es conocido como el "Bombón" Mesías.

## Biografía
Ernesto Mesías nació en la provincia de Esmeraldas en 1952.  Jugó profesionalmente al fútbol en las décadas de 1970 y 1980.  Actualmente para subsistir se dedica a cuidar y lavar carros en una calle del centro de Guayaquil.

## Trayectoria
Jugó en Carmen Mora de Encalada, Bonita Banana y el Everest desde 1980 hasta su retiro en 1984.

## Selección nacional
Ernesto Mesías fue seleccionado del Ecuador en 1981 para las Eliminatorias del Mundial de España 1982.

## Clubes

### Como jugador
| Club          | País    | Año       |
| ------------- | ------- | --------- |
| Carmen Mora   | Ecuador | 1975-1977 |
| Bonita Banana | Ecuador | 1978-1979 |
| Everest       | Ecuador | 1980-1983 |